# Riders - Amici per la morte
Riders - Amici per la morte (Riders) è un film anglo-francese-canadese del 2002 diretto da Gérard Pirès. In Italia è uscito il 13 giugno 2003. In USA e Canada è conosciuto anche col nome di Steal.

## Trama
Tre individui incappucciati sui pattini a rotelle rapinano una banca e fuggono con la refurtiva. Si dimostrano abilissimi a muoversi coi pattini, compiendo acrobazie incredibili, e rendendo del tutto vano l'intervento della polizia. Si tratta di Slim, Otis e Alex, tre giovani delinquenti che insieme all'amico Frank hanno messo a segno il loro primo colpo.
Il tenente Macgruder mostra il filmato della rapina alla polizia e dà l'ordine di riuscire a trovarli. Nel frattempo i tre ragazzi si allenano a tenere il fiato sott'acqua per il prossimo colpo. Difatti assaltano un furgone porta-valori, e seppure attirando anche stavolta l'attenzione della polizia, dopo un lungo e affascinante inseguimento automobilistico arrivano nei pressi di un molo, finiscono la corsa in acqua; ma garantendo comunque la vita salva agli ostaggi.
Alex si accorge che insieme alla refurtiva hanno rubato venti titoli al portatore ciascuno dal valore di un milione di dollari, così comunica a Slim la bella notizia.
Dopo pochi giorni Slim viene aggredito nella sua residenza; e si risveglia dentro un ambiente frigorifero insieme agli amici. Una voce alterata gli dice che è a conoscenza dei loro colpi e che se non collaboreranno in un altro furto a suo favore informerà la polizia delle loro furtive imprese. Una volta liberi all'interno del gruppo si creano delle pressioni in particolare tra Slim e Alex. Alex vorrebbe lasciar perdere ma Slim è convinto di non avere alternative.  Così il giorno che devono compiere il furto, i quattro amici insieme a Jerry uno scagnozzo del tizio che li aveva sequestrati com'era secondo i piani. Nei pressi di un ponte ribaltano un furgone che contiene il denaro e se ne impossessano, ma durante la rapina Alex viene ferita in uno scontro a fuoco all'addome. Mentre Slim, Alex, Ortis e Frank si lanciano dal ponte col paracadute, Jerry che li doveva controllare precipita giù dal ponte e muore. Slim cerca di assistere Alex nella macchina che però inevitabilmente muore. Frank è deciso a fargliela pagare per la morte di Alex, ma ecco che il capo del piano si fa sentire di nuovo al telefono, il quale vuole un nuovo colpo. Come se non bastasse riesce a trovarli anche Surtayne il proprietario dei titoli al portatore, e gli fa capire che è intenzionato a riaverli.
Macgruder mostra il filmato dell'ultima impresa di Slim, la poliziotta Karen riconosce Slim in quanto frequentano la stessa palestra dove vanno ad arrampicarsi per via di un tatuaggio e ha intenzione di incastrarlo.
Intenzionato a scoprire chi è che li ricatta Slim piazza una videocamera nei pressi della zona di dove andava consegnato il denaro, e scoprono che il ricattatore altro non è che Macgruder.
Karen si rivolge a Macgruder dicendo di conoscere l'identita di uno dei ladri che stanno seguendo, e che è pure sicura che hanno qualche talpa nella polizia che li informa riguardo ai piani; ma il tenente Macgruder rigetta la sua teoria.
Otis si traveste da addetto alle pulizie e ruba dall'armadio di Macgruder i sacchi del colpo che hanno fatto sotto suo ricatto, e quando il tenente riapre il suo armadietto lo trova vuoto.
Macgruder ha intenzione di mandarli dietro le sbarre stavolta ignaro che coloro lo hanno scoperto, così tende una trappola con gli uomini in borghese, ma arrivato scopre che loro hanno deciso di rapinare un'altra banca e dà il via a un inseguimento folle con tutte le unità. Slim si dirige al luogo dell'incontro con Surtayne, ma quando questo sale sul furgone fa scattare una mina anti-uomo che una volta che si alzerà esploderà. L'arrivo delle forze dell'ordine si dimostra vano, Surtayne muore nell'uscire dal furgone, mentre Slim e i suoi amici fuggono. Tornata alla centrale Karen riceve un biglietto e si dirige con un poliziotto nell'ufficio di Macgruder, gli riferisce che sospettano di lui come complice dei colpi e lo invitano ad aprire gli armadietti; Macgruder lo apre ridendo convinto che non ci sia nulla, ma a sua sorpresa il bottino è di nuovo presente dentro l'armadio.
Karen inoltre si dirige all'aeroporto dal momento che Slim gli ha fatto capire da un indizio che avrebbe preso l'aereo, ma arrivata scopre che Slim insieme ai suoi amici ha già lasciato lo Spazio statunitense.